# شاكر النابلسي
شاكر النابلسي (12 مايو 1940 - 14 يناير 2014) كاتب وباحث وناقد أردني مختص بقضايا الإصلاح في العالم العربي والقضايا الإسلامية بالإضافة لكونه باحث ليبرالي في الفكر العربي. 
يصنف بين من يوصفون "بالليبراليين الجدد" في المنطقة العربية. له مؤلفات كثيرة وعُرف بمقالاته التي تتناول في مجملها الإصلاح إضافة للمنظمات والأفكار "الراديكالية" و"المتطرفة" في الوطن العربي.
أقام في الولايات المتحدة حتى وفاته في 14 يناير 2014.

## نماذج من أفكاره المثيرة للجدل
لعل أهم ما يميز فكر النابلسي هو التفاؤل في نظرته نحو العلمانية في العالم العربي فقد رأى أن انتصارها هو نتيجة حتمية، يقول: « ونحن نتصور بأن يستمر تجاذب الأطراف على هذا النحو طيلة القرن الحادي والعشرين بين دعاة الدولة الدينية ودعاة الدولة العلمانية، مع يقيننا بأن التيار العلماني هو الذي سيتغلب في النهاية، ولنا في ذلك أسبابنا التالية:» وذكر عدة من الأسباب منها: «إلغاء المحاكم الشرعية في معظم الدول العربية وإنشاء المحاكم المدنية بقوانين وضعية، وفي بعض الدول بقيت المحاكم الشرعية ولكن قُلصت صلاحياتها بحيث اقتصرت على النظر في القضايا التي لها علاقة بالدين كالزواج والطلاق والإرث ومسائل الوقف وخلاف ذلك - إلغاء إقامة الحدود والعقوبات الشرعية من رجم وجلد وتعزير وقطع رقبة في معظم البلدان العربية، واستبدالها بعقوبات مدنية موضوعة - زوال العهد العثماني رمز الدولة الدينية، وزوال الاستعمار الغربي الذي من أجله حوربت الدولة العلمانية - وأخيراً، فإن سقوط الاتحاد السوفياتي وانمحائه من الخارطة السياسية العالمية وانفراد أمريكا –والغرب العلماني إلى جانبها- في قيادة العالم والتأثير عليه سياسياً وعلمياً واقتصادياً، ووقوف أمريكا ضد الدولة الدينية..، كذلك محاربتها ومعاقبتها ومطاردتها للجماعات الإسلامية في الشرق الأوسط والأقصى قد شدَّ من ساعد التيار العلماني في العربي، وسوف يشدُّ من ساعده أكثر فأكثر في القرن الحادي والعشرين ويشجع الدولة العربية الحديثة على المزيد من التطبيقات العلمانية»
أثارت أفكاره المتعلقة بالإسلام جدلاً واسعاً في الأوساط الإسلامية، فقد تميزت كتابات النابلسي بالجرأة على نقد المقدس، ففي سياق حديثه عن القرآن يقول: «فالقرآن الكريم، هو أهم مصدر تاريخي/ وعظي/ عجائبي/ أخلاقي لنا ولغيرنا من المؤرخين ومن الباحثين –حيث كان الكلام التاريخي المكتوب الوحيد الدال في صدر الإسلام المبكر-، من الصعب أن يكون مصدراً تاريخياً علمياً، لسبب بسيط جداً وهو أن الأخبار التي وردت فيه عن الماضي وعن حاضر القرآن غير موثّقة بتواريخ محددة، أو بمصادر تاريخية أخرى موثوقة تسندها، يستطيع المؤرخ أو الباحث معها اعتمادها، وبناء أحكامه واستنتاجاته على أساسها. فالقرآن جاء على دفعات متفرقة، خلال مدة طويلة بلغت حوالي ثلاثة وعشرين عاماً، وتاريخ مجيء معظم آيات القرآن غير موثق تاريخياً باليوم والشهر والسنة والمكان المحدد، وترتيب القرآن توفيقي، لم يراعَ فيه تاريخ النـزول ولا اتخاذ الموضوع، ولا سيما أن في القرآن الكريم آراء متضاربة حول كثير من المواقف نحو الأحداث والأديان الأخرى، وعلى رأسها اليهودية، وبالتالي فإن القرآن لم يكُ "كتاب تاريخ" بقدر ما كان كتاب "موعظة تاريخية"»
ويدخل في هذا السياق أيضاً كلامه حول تاريخ العرب قبل الإسلام، فقد رأى النابلسي أنهم تعرضوا للظلم والحيف بسبب أن الإسلام قام بتعمية ذلك التاريخ وأغلق دونه حجاباً، يقول النابلسي حول هذا الموضوع: «من الصعوبات التي يواجهها الباحث في هذا الشأن، إشكالية أنه قد تمَّ التعتيم على تاريخ ما قبل البعثة المحمدية تعتيماً يكاد يكون تاماً على اعتبار "أن الإسلام يجبُّ ما قبله"، أي أن الإسلام يُلغي ما قبله، ولم يكُ بين أيدينا غير شعر ما قبل الإسلام (ق.س)، وبعض روايات الإخباريين، وهذا هو حال صراع الأيديولوجيات في التاريخ، فكلما جاءت أيديولوجيا ألغت سابقتها، ورمتها بالجهل والتخلف والانحلال، وتصدرت هي واجهة التاريخ وحدها، وكان كل ما سبقها جهلاً وجهالة وسفهاً وسفاهة، ومن العهود البائدة، والأزمنة الفاقدة.»
وفي إحدى كتاباته أوضح أن سبب تصادم الإسلام مع اليهودية وتسامحه مع المسيحية يرجع إلى أسباب مادية بحتة، يقول: « إن الإسلام عندما ظهر لم يصطدم مع المسيحيين المساكين البعيدين عن لعبة المال والسياسية ولم يتحارب معهم كما اصطدم وتحارب مع اليهود القابضين على زمام الاقتصاد المديني والذي كان سبب العداء بين المسلمين واليهود» كما رأى أن العلة في تحريم الربا في الإسلام هو محاربة اليهود الذين كانوا يتعاملون به على نطاق واسع، قال النابلسي: «هل سكوت الإسلام الطويل عن تعاطي قريش الربا كان مرده إلى أن الإسلام كان لا يريد أن يُغضب قريشاً كثيراً ويُصيب تجارتها في مقتل ما، حتى لا تقاوم الإسلام أكثر فأكثر، وتؤذي رسوله أكثر فأكثر؟ والدليل على ذلك أن أول سورة مكية (سورة الروم) جاءت في شأن الربا، لم تُحرّم الربا، وإنما دعت بالحُسنى إلى إقراض المال للمحتاج ولوجه الله، علماً بأن مكة كان فيها كثير من المرابين من عرب ويهود أيضاً، وكان فيها ربا فاحش شأنه شأن ربا المدينة، وإن تحريم الربا هذا التحريم القاطع المانع المتأخر جداً، قد صدر في المدينة بعد هجرة الرسول إليها بزمن طويل، وبعد خصامه مع اليهود الذين كانوا من أكبر المرابين في المدينة. وهل كان تحريم الربا بعد الهجرة النبوية إلى المدينة بوقت طويل، وقبل وفاة الرسول بتسع ليال فقط، جاء بعد خلاف الرسول المالي الطويل مع اليهود، وكيداً باليهود، وذلك بتوجيه ضربة مالية قوية لهم»

## مؤلفات
لديه مايزيد عن 60 كتابا، وكتب عددا كبيرا من المقالات التي تناولت الثقافة، الحداثة، العلمانية، الإرهاب، الديمقراطية، الحرية، الإسلام والحكومات العربية. ومن مؤلفاته:
- وسادة الثلج: أمريكا والعرب والعالم الثالث. 1987
- فض ذاكرة امرأة (غادة السمان). 1990
- قامات النخيل: دراسة في شعر سعدي يوسف. 1992
- الفكر العربي في القرن العشرين. 2001
- بن لادن والعقل العربي: كيف فكر العرب بعد أحداث 11 سبتمبر 2007.
- صعود المجتمع العسكري العربي في مصر وبلاد الشام. 2003
- الشارع العربي (مصر وبلاد الشام): دراسة تاريخية سياسية.2003
- زوايا حرجة في السياسة والثقافة. 2004
- أسئلة الحمقى في السياسة والإسلام السياسي. 2005
- محامي الشيطان: دراسة في فكر العفيف الأخضر. 2005
- لماذا؟ أسئلة العرب مطلع الألفية الثالثة. 2006
- عاشق خزامى: حفريات الحب والحكمة في شعر خالد الفيصل. 2006
- سجون بلا قضبان: يحدث في العالم العربي الآن. 2007
- أكلة الذئب: السيرة الفنية للرسام ناجي العلي. 2007
- بالعربي الفصيح، محاولات صريحة لفهم مالم يفهم. 2008
- الليبراليون الجدد: جدل فكري.2005
- الزلزال: أوراق في أحوال العراق. 2005
- سور العرب العظيم 2009
- تهافت الأصولية 2009
- بالخط العريض 2010
- العرب بين الليبرالية والأصولية الدينية 2010
- الليبرالية السعودية بين الوهم والحقيقة 2010
- الحداثة والليبرالية.. معاً على الطريق 2010
- الإسلام وجراب الحاوي 2011
- فاتحة الألفية الثالثة 2011
- من الزيتونة إلى الأزهر (أعاصير الثورة العربية) 2011
- من العزيزية إلى ساحة التغيير (أعاصير الثورة العربية) 2011
- تحديات الثورة العربية 2012
- الهاشميون والأردن (أوراق في الربيع الأردني) 2012
- النظام العربي الجديد (أوراق في الربيع العربي) 2012

وكذلك له الكتب التالية:
- فدوى تشتبك مع الشعر (دراسة في شعر فدوى طوقان) 1963
- رغيف النار والحنطة (دراسة في الشعر العربي الحديث) 1986
- الضوء واللعبة (دراسة في شعر نزار قباني) 1986
- مجنون التراب (دراسة في شعر محمود درويش) 1987
- نبت الصمت (دراسة في الشعر السعودي الحديث) 1992
- مذهب للسيف ومذهب للحب (دراسة في أدب نجيب محفوظ) 1985
- فضُّ ذاكرة امرأة (دراسة في أدب غادة السمان) 1990
- مدار الصحراء (دراسة في أدب عبد الرحمن منيف) 1991
- مباهج الحرية في الرواية العربية (دراسة لعشرة روائيين عرب)1992
- جماليات المكان في الرواية (دراسة في أدب غالب هلسا)1994

النهايات المفتوحة (دراسة في أدب انطوان تشيكوف)1963
- المسافة بين السيف والعنق (دراسة في القصة القصيرة السعودية)1985
- الأغاني في المغاني (السيرة الفنية للشيخ إمام عيسى)1998
- الزمن المالح (أوراق في جدلية السياسة والثقافة العربية)1986
- الثقافة الثالثة (أوراق في التجربة الثقافية اليابانية) 1988
- النهر شرقاً (دراسة في الثقافة الردنية المعاصرة) 1993
- عصر التكايا والرعايا (المشهد الثقافي في بلاد الشام في العهد العثماني) 1999
- هاملت العربي (أوراق في ذكرى مؤنس الرزاز)(مع آخرين) 2003
- الرجم بالكلمات (دراسة لمجموعة من المفكرين العرب) 1989
- ثورة التراث (دراسة في فكر خالد محمد خالد)1991
- النار تمشي على الأرض (شهادات في الحياة العربية)1985
- قطار التسوية (دراسة لكافة مبادرات التسوية الفلسطينية) 1986
- محاولة للخروج من اللون الأبيض (أوراق في السياسة العربية)1986
- السلطان (دليل السياسة لحفظ الرئاسة) 2000
- المال والهلال (الدوافع والموانع الاقتصادية لظهور الإسلام)2002
- لو لم يظهر الإسلام ما حال العرب الآن؟ 2002
- الطائر الخشبي (شهادات في سقوط التربية العربية)1988
- سعودية الغد الممكن (بحث استشرافي تنموي)1985
- طلق الرمل (أوراق في التنمية والثقافة الخليجية)1988
- الرواية الأردنية وموقعها من خارطة الرواية العربية (مع آخرين)1994

كما أن شاكر النابلسي كتب أسبوعياً في صحف من قبيل: «الوطن» القطرية، «الجريدة» الكويتية، و«المدى» العراقية بالإضافة إلى «الوطن» السعودية. كما تنشر مقالاته عدة مواقع على الإنترنت. واشترك في عدة برامج سياسية في الفضائيات العربية.

## وصلات خارجية
- صفحة شاكر النابلسي/ شفاف الشرق الأوسط
- الموقع الخاص بد. شاكر النابلسي
- شاكر النابلسي على موقع الحوار المتمدن